# Dicranomyia capicola
Dicranomyia capicola är en tvåvingeart som beskrevs av Alexander 1921. Dicranomyia capicola ingår i släktet Dicranomyia och familjen småharkrankar. Inga underarter finns listade i Catalogue of Life.